# Sequenza di Bouma

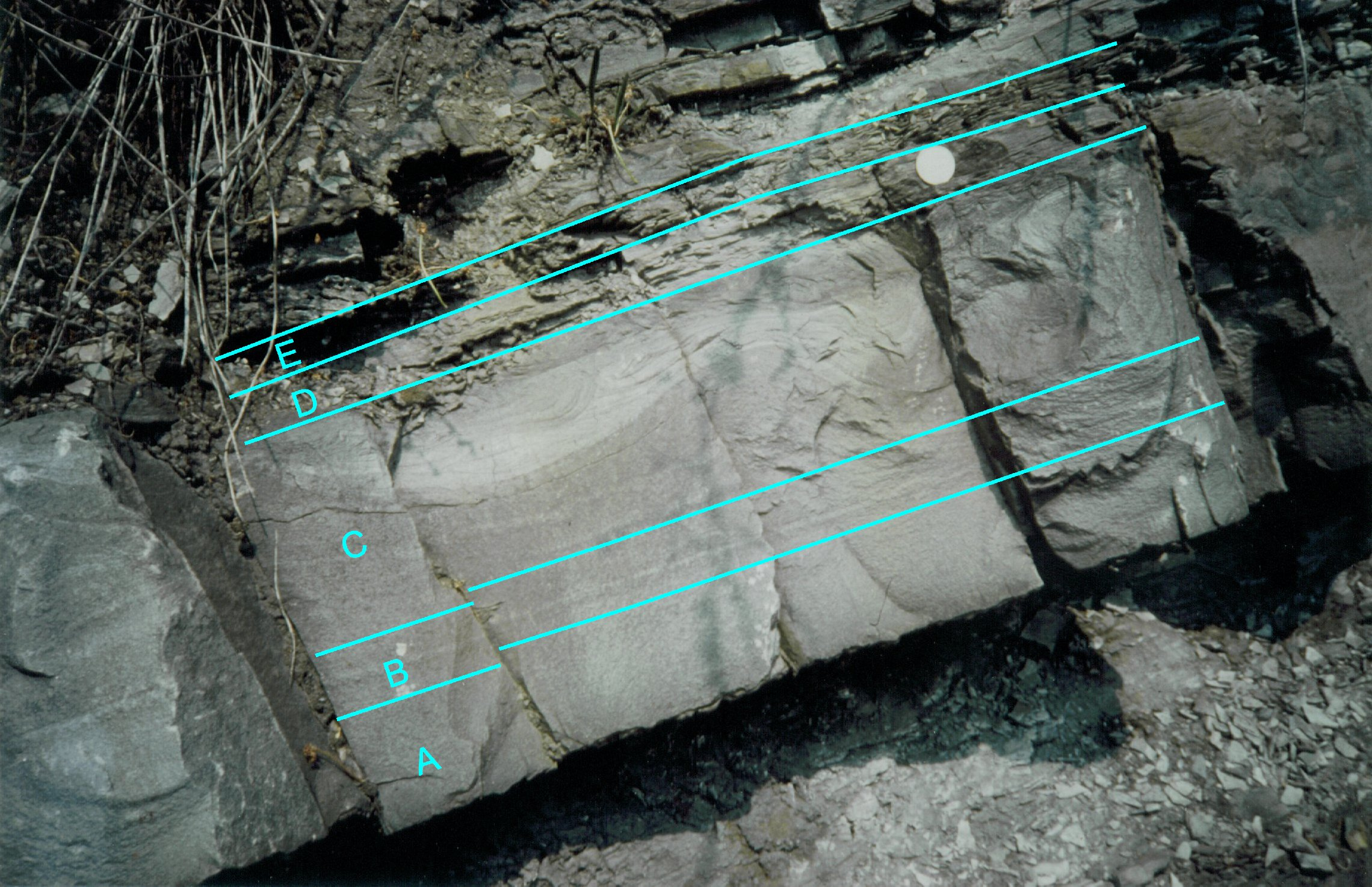
Sequenza di Bouma completa in una arenaria del Devoniano (Becke-Oese, Germania).

Per sequenza di Bouma si intende uno strato ben definito entro una sequenza torbiditica deposto da una singola corrente di torbidità in ambiente sommerso e caratterizzato da una definita successione verticale di strutture sedimentarie associate a variazioni granulometriche dovute a variazioni del regime di flusso (rallentamento).

## Descrizione
La sequenza tipica, come descritta da Bouma, può essere suddivisa in 5 intervalli distinti (A-E), partendo dalla base e risalendo verso il tetto dello strato. Nella realtà alcuni intervalli possono mancare: infatti non tutte le correnti torbide hanno uguali livelli di densità e velocità e ognuna di esse ha origine in contesti litologici differenti. Il modello proposto nella classica sequenza di Bouma rappresenta una situazione ideale di deposizione di un singolo strato completo.
Alla base della sequenza si trova una superficie di erosione, sopra la quale si depositano man mano i sedimenti, in regimi di flusso con energia decrescente verso l'alto. I fanghi finali si depongono per decantazione.
In particolare (dal basso verso l'alto):
A: sabbie massive da fini a molto grossolane gradate normalmente
B: sabbie con laminazione parallela
C: sabbie con laminazione obliqua, lamine convolute e ripple mark
D: sabbia-sabbie fini e silt laminati parallelamente
E: fanghi massicci, non gradati, spesso bioturbati, granulometria finissima.

Se si osserva il deposito torbiditico in pianta, una possibile sequenza di Bouma completa si troverà in una sezione nei pressi dello sbocco del canyon sottomarino, nel punto in cui il sedimento comincia ad espandersi sul fondale. Se invece osserviamo il deposito da una sezione longitudinale troveremmo una struttura convessa verso l'alto con pendenza sempre meno inclinata man mano che ci si allontana dallo sbocco del canyon (struttura conoidale). Le stratificazioni interne seguono a loro volta questo tipo di sviluppo, anche se i loro spessori tendono ad accrescersi verso la base del deposito (il fondale marino). La sequenza completa di Bouma anche in questo caso sarà posta nelle vicinanze dello sbocco del canyon, anche se leggermente spostata verso l'esterno, dal momento che il sedimento più sottile inizia a depositarsi solo dopo i livelli sabbiosi.